# Rankin Lele, Papa Leu & Marina
Rankin Lele, Papa Leu e Marina sono un gruppo di musica reggae e dancehall originario del Salento. Considerati gli eredi dei Sud Sound System, con cui vantano numerose collaborazioni, sono noti artisti ragga muffin.

## Storia del gruppo
Rankin Lele, Papa Leu dopo tante esperienze nel campo musicale raggae salentino, si uniscono presto a Marina e nel 2000 incidono il primo disco nello studio dei Sud Sound System nel progetto "Salento showcase 2000".
Al successo del suddetto disco, seguono diversi live in giro per l'Italia: da Milano a Bari, da Bologna a Napoli ecc.. oltre che anche un mini tour in Germania e Austria.
Nel 2006 incidono il primo album completamente loro: "Comu passione" andato già in onda in diverse emittenti radio nazionali.
I brani di Marina Comu Passione e Rimanite Cu Mie diventano in breve delle hit song, che con Furmatu Fimmena rappresentano il manifesto al femminile della dancehall salentina. La canzone Notte Salentina diventa colonna sonora delle serate reggae in stile salentino; i testi di Rankin Lele, Papa Leu e Marina sono molto legati alla realtà sociale del sud e alle problematiche ad essa relative, un esempio significativo sono le canzoni Gente de lu Sud e Troppe storie Fiacche. Presenti anche nella compilation "Salento Showcase 2007" con il brano L'unicu Rimediu un inno contro tutte le guerre, la partecipazione a questo album è per i tre una riaffermazione del proprio talento ormai riconosciuto a livello nazionale. Nel 2008 Marina partecipa al disco dei Sud Sound System Dammene Ancora, con la canzone La Brava Gente, un terzetto con Terron Fabio e il cantante jamaicano Laza del gruppo L.M.S.Nel 2010 esce Can't stop the music - rankin Lele & Papa Leu - Adriatic sound.

## Discografia
- 2000 - Salento show case 2000 - Prodotto dai Sud Sound System
- 2001 - Musica musica - Prodotto dai Sud Sound System
- 2002 - Combo - AA.VV.
- 2003 - Lontano - Prodotto dai Sud Sound System
- 2005 - Acqua pe sta terra - Prodotto dai Sud Sound System
- 2006 - Comu passione
- 2007 - Salento showcase 2007 s.s.s.
- 2008 - Dammene Ancora - Prodotto dai Sud Sound System